# Parastichopus californicus
Parastichopus californicus е вид морска краставица от семейство Stichopodidae. Видът не е застрашен от изчезване.

## Разпространение
Разпространен е в Канада, Мексико и САЩ (Алеутски острови, Аляска, Вашингтон, Калифорния и Орегон).